# Wiener Neustadt
Wiener Neustadt este un oraș în Austria.

## Istoric
Împăratul Frederic al III-lea a obținut în anul 1469 de la papa Paul al II-lea înființarea a două episcopii, una la Viena și cealaltă la Wiener Neustadt, amândouă scoase de sub jurisdicția Diecezei de Passau. În anul 1722 episcopia de Viena a fost ridicată la rang de arhiepiscopie, cu episcopia de Wiener Neustadt ca sufragană. În anul 1785 episcopia Wiener Neustadt a fost desființată, iar orașul a fost pus sub jurisdicția ecleziastică a Arhidiecezei de Viena.
În anul 1751 împărăteasa Maria Terezia a înființat aici Academia Militară Tereziană.
Orașul a fost conectat la rețeaua feroviară în anul 1841, pe linia concesionată de înreprinzătorul aromân Gheorghe Sina. Racordarea la rețeaua feroviară a dus la industrializarea orașului în a doua jumătate a secolului al XIX-lea.

## Personalități născute aici
- Frederic al II-lea (1211 - 1246), duce de Austria;
- Maximilian I al Sfântului Imperiu Roman (1459 - 1519), împărat al Sfântului Imperiu Roman;
- Kunigunde de Austria (1465 - 1520), arhiducesă de Austria;
- Maximilian al III-lea (1558 - 1618), arhiduce de Austria;
- Albert al VII-lea (1559 - 1621), arhiduce de Austria;
- Venceslau de Austria (1561 - 1578), prinț de Habsburg;
- Leopold Wilhelm de Austria (1614 - 1662), arhiduce de Austria;
- Gusti Huber (1914 - 1993), actriță;
- Marialiese Flemming (1933 - 2023), om politic;
- Dominic Thiem (n. 1993), tenismen.

## Galerie

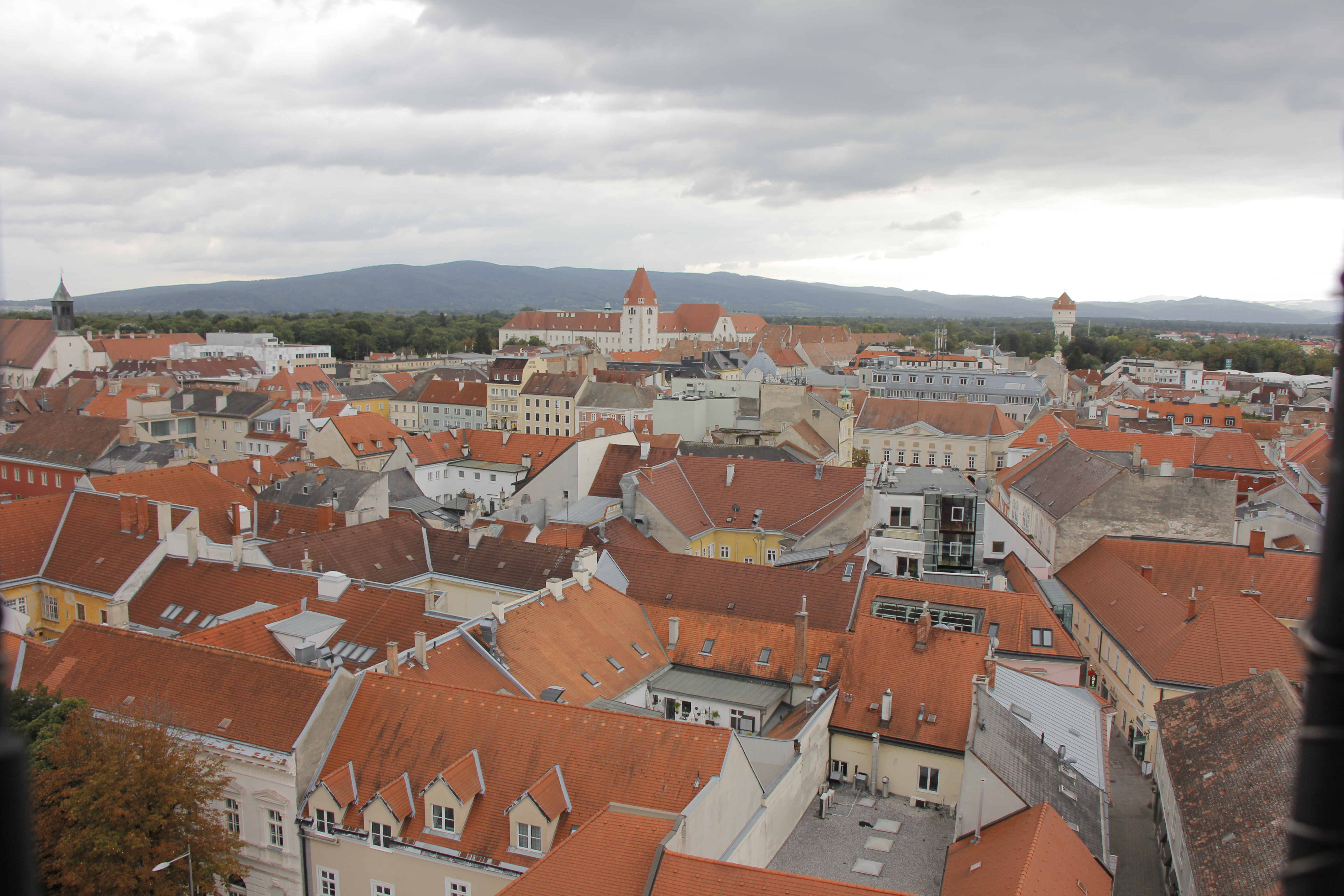
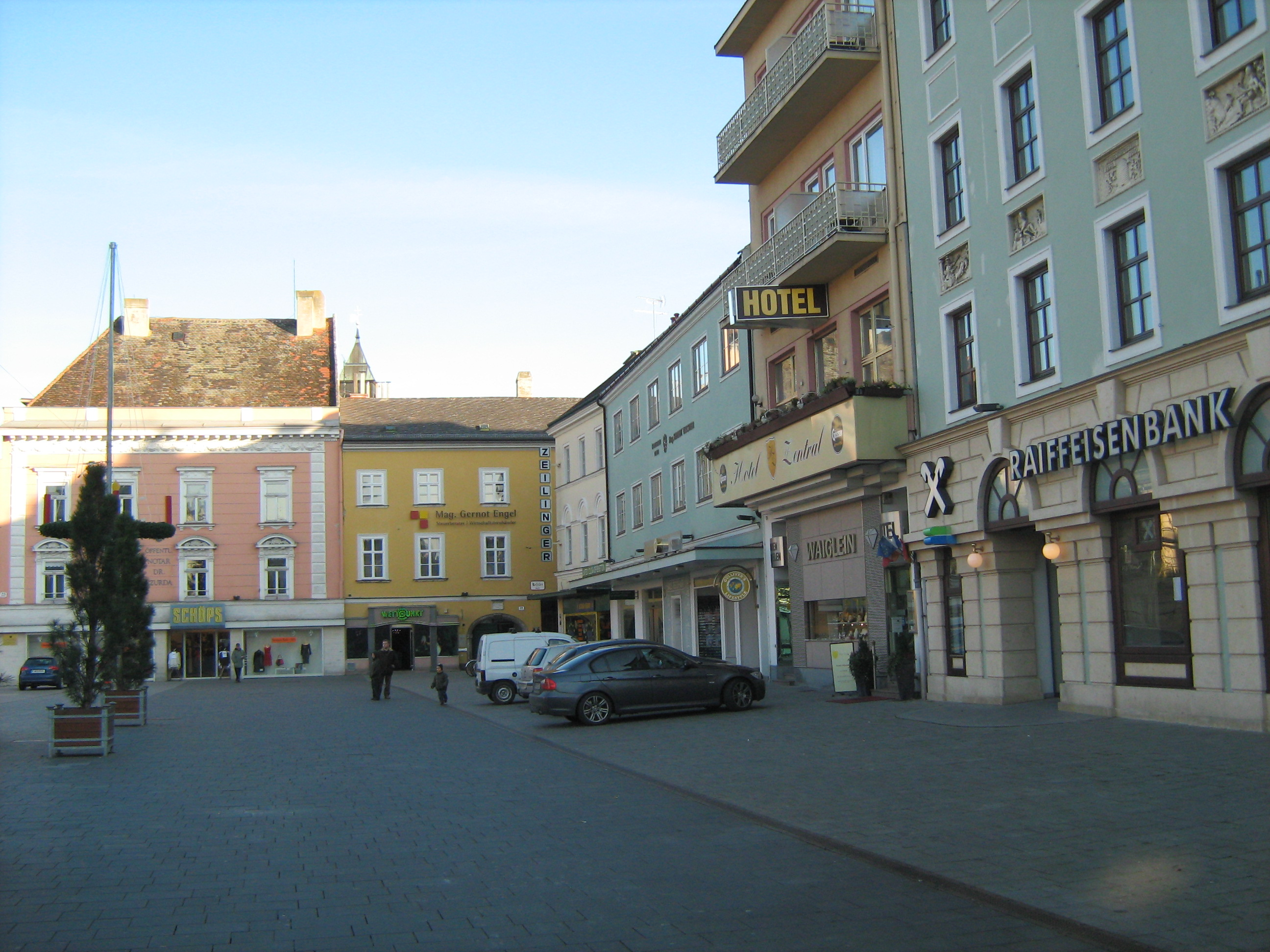
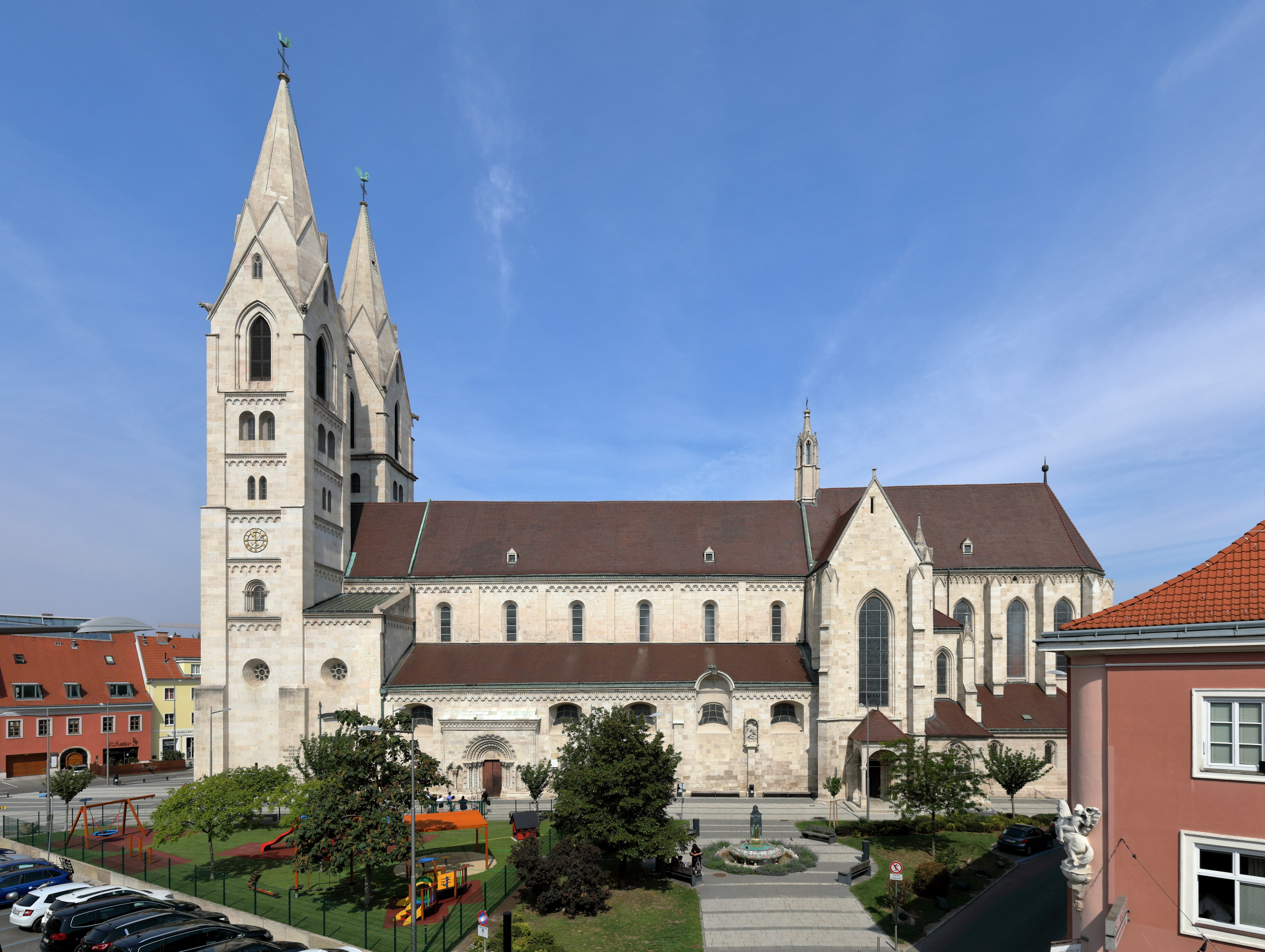
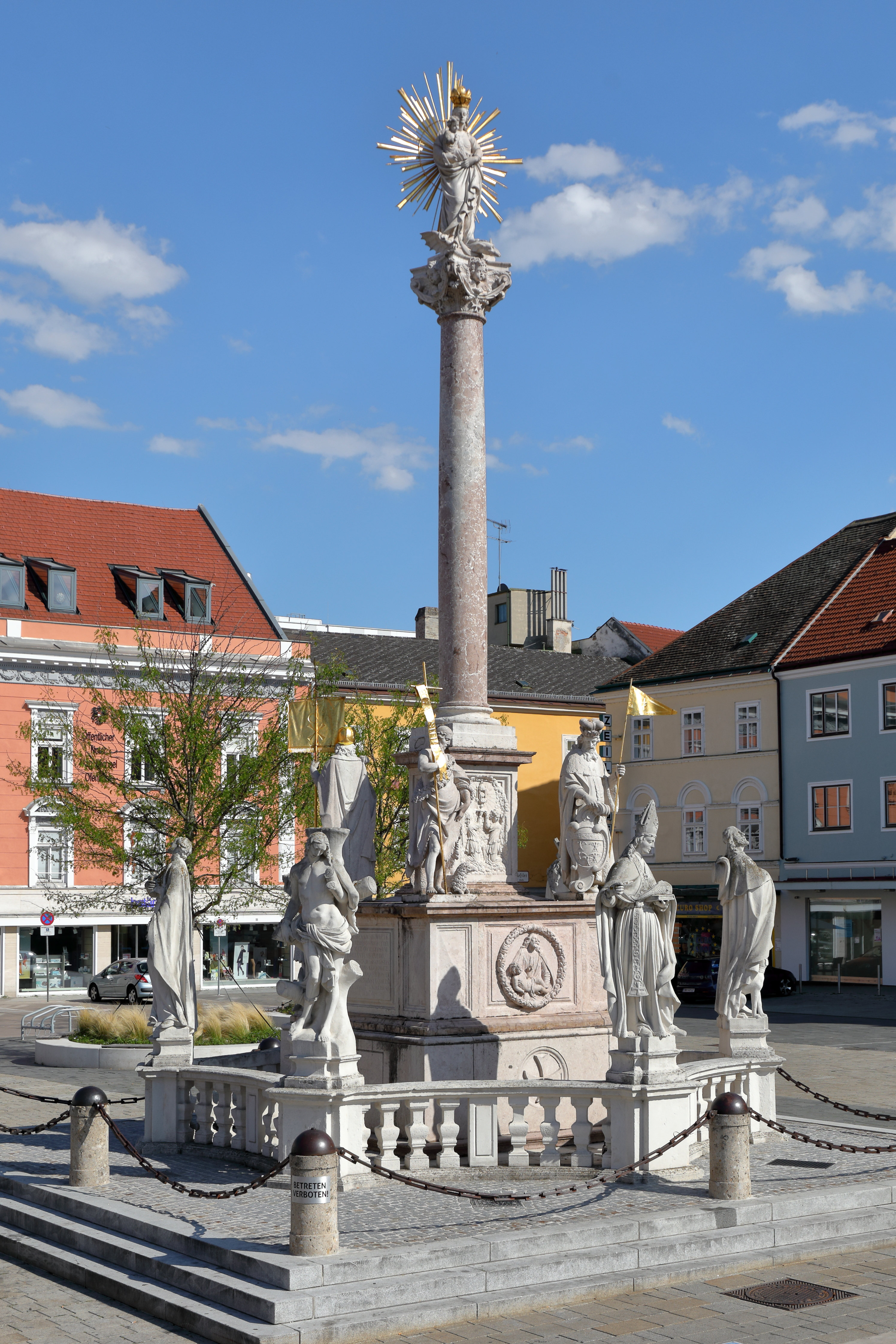